# AFC Leopards
El All Footballers' Confederation Leopards Football Club, oficialmente abreviado a A.F.C. Leopards y comúnmente conocido como A.F.C., es un club de fútbol de Kenia que juega en la Liga Keniana de Fútbol, la liga de fútbol más importante del país.

## Historia
Fue fundado en 1964 con el nombre Abaluhya United F.C. tras la fusión de varios equipos pequeños de Nairobi; luego cambió a Abaluhya F.C. en la capital Nairobi. Es uno de los dos equipos más populares del país junto al Gor Mahia, con quien protagonizan uno de los clásicos más peleados de la región del este de África.
El A.F.C. es considerado poderoso en el continente por sus múltiples apariciones en competiciones continentales, dominando la Copa de Clubes de la CECAFA y uno de los más exitosos de la región.

## Palmarés
- Liga Keniana de Fútbol: 12

1966, 1967, 1970, 1973, 1980, 1981, 1982, 1986, 1988, 1989, 1992, 1998.
- Copa de Kenia: 9

como Abaluhya FC - 1967, 1968
como AFC Leopards - 1984, 1985, 1991, 1994, 2001, 2009, 2013
- Copa de Clubes de la CECAFA: 5

como Abaluhya FC - 1979
como AFC Leopards - 1982, 1983, 1984, 1997.

## Participación en competiciones de la CAF
| Temporada | Torneo                            | Ronda            | Club                   | Casa  | Visita | Global      |
| --------- | --------------------------------- | ---------------- | ---------------------- | ----- | ------ | ----------- |
| 1968      | Copa Africana de Clubes Campeones | 1                | Saint George SA        | 1-1   | 3-1    | 4-2         |
| 1968      | Copa Africana de Clubes Campeones | Cuartos de final | Al-Mourada Omdurmán    | 3-0   | 1-3    | 4-3         |
| 1968      | Copa Africana de Clubes Campeones | Semifinales      | Étoile Filante de Lomé | 2-0   | 0-4    | 2-4         |
| 1971      | Copa Africana de Clubes Campeones | 1                | Great Olympics         | 0-0   | 1-3    | 1-3         |
| 1974      | Copa Africana de Clubes Campeones | 2                | Tele SC                | 2-0   | 0-1    | 2-1         |
| 1974      | Copa Africana de Clubes Campeones | Cuartos de final | Ghazl Al-Mehalla       | 1-1   | 0-3    | 1-4         |
| 1981      | Copa Africana de Clubes Campeones | 1                | Al-Ahly                | 1-1   | 1-3    | 2-4         |
| 1982      | Copa Africana de Clubes Campeones | 1                | KCC                    | 4-1   | 0-3    | 4-4 (a)     |
| 1983      | Copa Africana de Clubes Campeones | 1                | Dynamos FC             | 3-0   | 1-5    | 4-5         |
| 1985      | Recopa Africana                   | 1                | Al-Merreikh Omdurmán   | 2-0   | 1-2    | 3-2         |
| 1985      | Recopa Africana                   | 2                | Mufulira Wanderers FC  | 1-1   | 1-1    | 2-2 (5-3 p) |
| 1985      | Recopa Africana                   | Cuartos de final | Asante Kotoko FC       | 2-0   | 0-2    | 2-2 (5-4 p) |
| 1985      | Recopa Africana                   | Semifinales      | Leventis United        | 1-0   | 0-2    | 1-2         |
| 1986      | Recopa Africana                   | 1                | Vital'O FC             | 1-0   | 1-1    | 2-1         |
| 1986      | Recopa Africana                   | 2                | AS Kalamu              | 1-1   | 1-3    | 2-4         |
| 1987      | Copa Africana de Clubes Campeones | 1                | Maji Maji FC           | 1-0   | 1-0    | 2-0         |
| 1987      | Copa Africana de Clubes Campeones | 2                | Al-Ahly                | 2-1   | 0-6    | 2-7         |
| 1988      | Recopa Africana                   | 1                | CAPS United            | 1-1   | 4-0    | 5-1         |
| 1988      | Recopa Africana                   | 2                | AS Kalamu              | 4-1   | 0-2    | 4-3         |
| 1988      | Recopa Africana                   | Cuartos de final | Diamant Yaoundé        | 1-0   | 0-1    | 1-1 (3-5 p) |
| 1989      | Copa Africana de Clubes Campeones | 1                | AS Inter Star          | 0-0   | 1-1    | 1-1 (a)     |
| 1989      | Copa Africana de Clubes Campeones | 2                | Al-Mourada Omdurmán    | 1-0   | 0-3    | 1-3         |
| 1990      | Copa Africana de Clubes Campeones | 1                | Saint-Louis FC         | 4-2   | 3-3    | 7-5         |
| 1990      | Copa Africana de Clubes Campeones | 2                | Sunrise Flacq United   | 3-0   | 1-1    | 4-1         |
| 1990      | Copa Africana de Clubes Campeones | Cuartos de final | JS Kabylie             | 2-1   | 0-3    | 2-4         |
| 1992      | Recopa Africana                   | 1                | Al-Ahly                | 2-1   | 0-2    | 2-3         |
| 1993      | Copa Africana de Clubes Campeones | 1                | Nkana Red Devils       | 1-1   | 0-1    | 1-2         |
| 1994      | Copa CAF                          | 1                | Nakivubu Villa         | w.o.1 | w.o.1  | w.o.1       |
| 1994      | Copa CAF                          | 2                | Moneni Pirates         | 2-0   | 1-0    | 3-0         |
| 1994      | Copa CAF                          | Cuartos de final | 1º de Maio             | 2-1   | 0-1    | 2-2 (a)     |
| 1997      | Copa CAF                          | 1                | Simba SC               | 3-0   | 1-1    | 4-1         |
| 1997      | Copa CAF                          | 2                | Kabwe Warriors FC      | w.o.2 | w.o.2  | w.o.2       |
| 1997      | Copa CAF                          | Cuartos de final | KCC                    | 2-2   | 0-1    | 2-3         |
| 1999      | Liga de Campeones de la CAF       | 1                | Rayon Sport            | 1-2   | 0-1    | 1-3         |
| 2002      | Recopa Africana                   | 1                | Al-Mourada Omdurmán    | 0-0   | 0-1    | 0-1         |
| 2010      | Copa Confederación de la CAF      | Preliminar       | Banks SC               | 3-1   | 0-3    | 3-4         |
| 2014      | Copa Confederación de la CAF      | Preliminar       | Defence FC             | 2-0   | 2-1    | 4-1         |
| 2014      | Copa Confederación de la CAF      | 1                | Supersport United FC   | 2-2   | 0-2    | 2-4         |
| 2018      | Copa Confederación de la CAF      | Preliminar       | Fosa Juniors FC        | 1-1   | 0-0    | 1-1 (a)     |

1- Nakivubu Villa abandonó el torneo.

2- Kabwe Warriors abandonó el torneo.

## Jugadores destacados
- Francis Kadenge
- J.J. Masiga
- Joe Kadenge
- Josphat Murila
- Jonathan Niva[4]
- Mahmoud Abbas[5]
- Mickey Weche

## Entrenadores
- Robert Kiberu (1979-1985)[6]
- Charles Gyamfi (1988-1991)
- Sunday Kayuni (1998-19??)[7]
- Flemming Jacobsen (1999)[8]
- Patrick Naggi (1999)[9][10]
- Gilbert Selebwa (20??-2009)[11]
- Edward Manoah (2009)[11][12]
- Nick Yakhama (2009)[13]
- Chris Makokha (2010)[14]
- Robert Matano (2010)[15][16]
- Roberto Bollen (2011)[17][18]
- Robert Matano (2011)[18][19]
- Nick Yakhama (2011)[20][21]
- Jan Koops (2011-2012)[22][23]
- Tom Olaba (2013)[24][25]
- Luc Eymael (2013)[26][27]
- James Nandwa (2013-2014)[28][29]
- Trevor Morgan (2014)[30][31]
- Pieter de Jongh (2014)[31][32][33]
- Zdravko Logarusic (2015)[34][35]
- Jan Koops (2015-2016)[36][37]
- Ivan Minnaert (2016)[38][39]
- Stewart Hall (2016-2017)[40][41]
- Dorian Marin (2017)